# 文献 (1969年)
文献（1969年4月—），男，汉族，江西省萍乡人，1998年2月加入中国共产党，1993年7月参加工作，北京工业大学经济与管理学院管理科学与工程专业在职研究生，管理学博士，高级工程师。现任北京市人民政府副市长。

## 生平
长期在北京市任职，曾任北京市石景山区委常委、区政府副区长，石景山区委副书记、区人民政府区长，北京市朝阳区委副书记、区长等职，2022年6月任北京市朝阳区委书记。2025年1月任北京市人民政府副市长。